# Galàcia
Galàcia (grec antic: Γαλατία, llatí: Galatia) era el territori on habitaven els gals d'Anatòlia, anomenats gàlates, més tard concretat a un territori delimitat del centre de l'Àsia Menor, que primer va ser una tetrarquia i després província romana.

## Territori

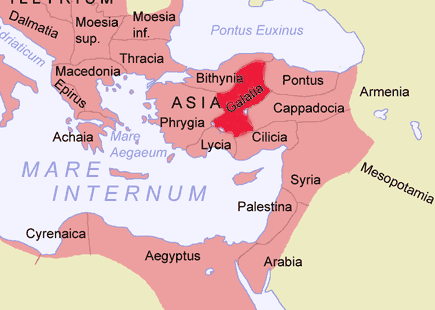
Situació de la província romana de Galàcia

La Galàcia pròpia se situaria al sud de les muntanyes d'Olimp.
A l'oest del país vivia la tribu dels tolistobogis, amb la ciutat de Pessinus a la vora del riu Sangari i la ciutat de Gòrdion. Altres ciutats del seu territori eren Tricomia, Vindia, Abrostola, Amòrion, Tolosocòrion (el nom recorda a Tolosa, d'on eren originaris els gàlates) i la colònia romana de Germe. El país d'aquesta tribu anava del riu Alander, afluent del Sangari, fins a aquest riu; tenia al nord Bitínia i Frígia Epicteta. Dins la tribu Plini el Vell esmenta els clans o subgrups dels voturis i els ambitutis (tetrarquies). Una tetarquia dels Tosiopais no ha estat possible assignar-la a cap de les tres grans divisions. Gordion, ciutat hel·lenitzada a partir dels inicis del segle iii aC, va ser l'establiment principal dels tolistobogis fins que va ser destruïda pel consol Gneu Manli Vulsó l'any 189 aC.
Els tectòsages vivien entre el Sangari i el Halis. La principal ciutat era Ancyra (Ancira). Plini el Vell esmenta com a subgrup als teutobodiacis (una tetrarquia). Claudi Ptolemeu esmenta la petita ciutat de Corbeus, i Ammià Marcel·lí la ciutat d'Aspona.
A l'est de l'Halis vivien els trocmis, i Estrabó diu que el seu país era el més fèrtil. La ciutat principal era Tavia o Tavium. Al seu territori hi havia també Mithridatium, i Danala (seu d'una entrevista entre Gneu Pompeu i Luci Licini Lucul·le, abans que aquest darrer donés el comandament a Pompeu en les Guerres Mitridàtiques).
Algunes ciutats gàlates varen ser, per exemple, Blucium, Drinametos, Minizus, Lagània o Ancira.

## Societat
Les tres tribus tenien les seves divisions o tetrarquies, quatre cada una o sigui en total dotze, algunes ja esmentades i altres no associades a cap tribu com la dels tosiopis, esmentats per Plutarc. Les tetrarquies eren territoris d'un grup o clan amb un tetrarca al seu davant, assistit per un jutge i un general i per dos tinents-generals (lloctinents del general). El consell general de les tetrarquies era un cos de 300 homes que es reunia a Drynaemetum, i tenia poders judicials pels casos d'assassinat i podien escoltar altres casos. Progressivament el poder va passar a un cap per cada tribu i finalment a un cap únic, que recaigué en la persona de Deiotarus (que estava casat amb una dona grega de nom Estratonice) al que va succeir Amintas, mentre un altre Deiotarus, fill del primer també va obtenir altres territoris.
Els gals van adoptar primer el llenguatge i els costums frigis i després es van hel·lenitzar i ja parlaven grec al temps de Cèsar August si bé sembla que el poble mai no va deixar la seva llengua que encara era parlada al segle iv (Jeroni d'Estridó diu que era semblant al gal dels trèvers de Trèveris). Per utilitzar força el grec, almenys les elits, als gàlates o gals se'ls anomenà també al començament de l'Imperi Romà com a Galogrecs i al país Galogrècia.

### Llista de reis i cabdills
- Als reis selèucides 301 aC
  - Acicòrius
- Al Regne de Pèrgam 189 aC
- Galàcia independent 158 aC
- Al Regne del Pont 89
  - Èumac 88-86 aC
- Galàcia independent 86 aC
  - Brogitaros, tetrarca dels trocmis 86-52 aC
  - Kastor Tarkondarios, un dels dos tetrarques dels tectòsages 86-vers 80 aC, després tetrarca únic potser entre els anys 80 aC i 48 aC
  - Deiotarus I, primer tetrarca dels tolistobogis i després rei de tots els gàlates 86-48 aC
  - Deiotarus II 48-36 aC
  - Castor de Galàcia 40- 36 aC (dubtós)
  - Amintes 36 -25 aC (rei de Psídia 39-25 aC)

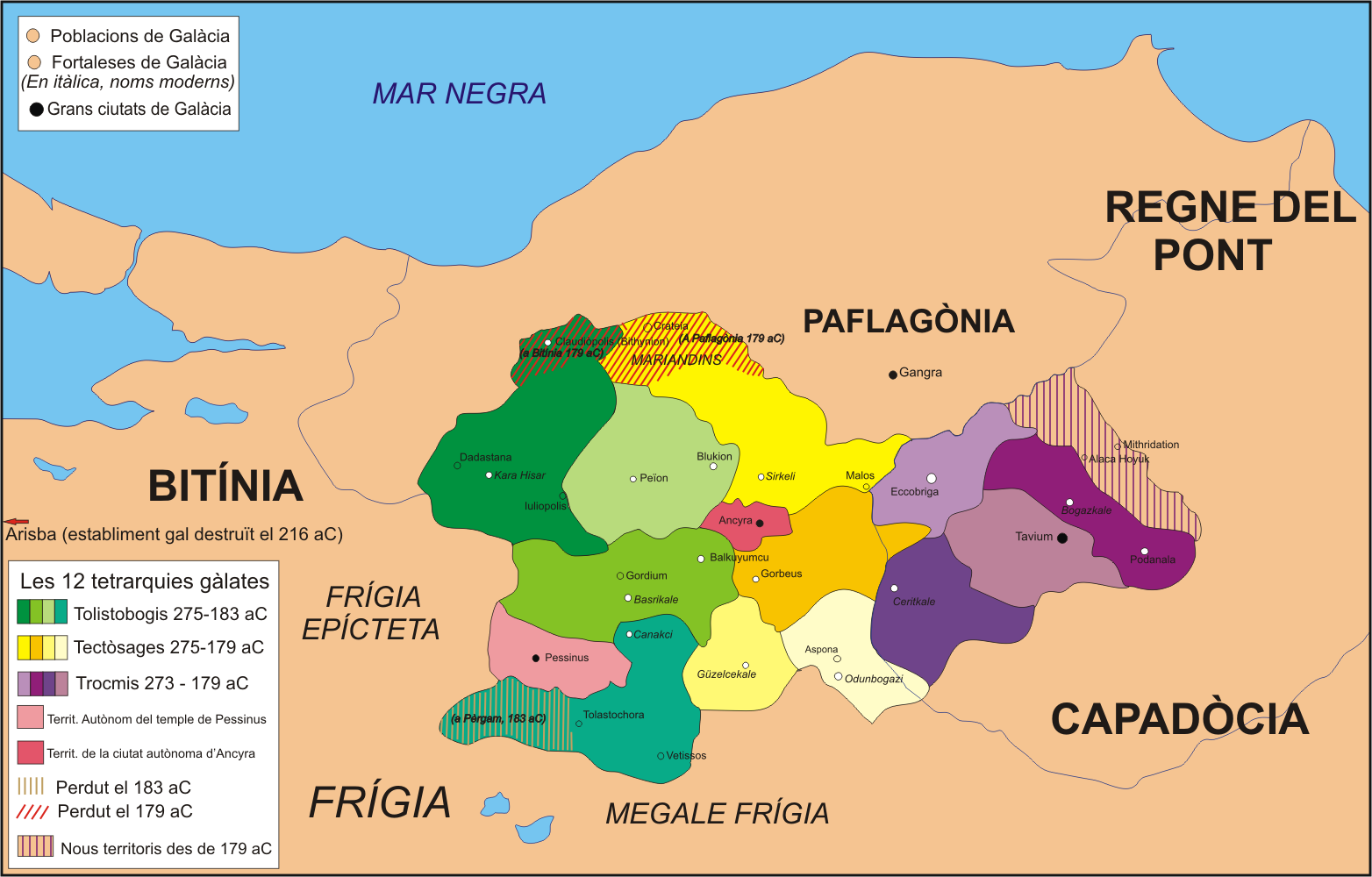
Mapa de Galàcia 275-179 aC. Les 12 tetrarquies

## Història
Abans de l'establiment dels gals vivien a la regió els frigis (oest i centre), grecs (arreu), paflagonis (nord) i potser capadocis (est). La regió la van poblar gals emigrats des d'Europa, concretament, segons Estrabó, els Tectòsages de la regió de Tolosa, a la Gàl·lia, que es van unir a altres tribus i desplaçats a l'Àsia Menor van ocupar una part de Frígia, la zona entre Paflagònia al nord-est i Capadòcia al sud-est. Les tribus allí establertes van ser, a més dels Tectòsages, els Trocmis i els Tolistobogis o Tolistobogis, suposadament també gals si bé no surten esmentats abans a cap font, ni a la Gàl·lia ni als Alps, ni entre els gals invasors d'Itàlia. Un dels cabdills era Cambaules. Podrien formar part dels gals que després d'entrar a Itàlia es van establir a Pannònia i la van dominar per un temps.
Es van establir a Macedònia durant les guerres que van seguir la mort d'Alexandre el Gran. El territori de Ptolemeu Ceraune (quan dominava part de Grècia) va ser atacat per gals dirigits per Bolgios (Belgius), que va derrotar Ptolemeu i el va fer presoner. Després se li va tallar el coll. Els gals van terroritzar la regió (cap a l'any 280 aC o 279 aC) però van ser expulsats pel general macedoni Sòstenes. Un altre cap gal, esmentat com a Brennus (potser un títol i no un nom), acompanyat per Bathanatos, va derrotar a Sòstenes i va assolar Macedònia (279 aC) i va saquejar Delfos; els gals es van dividir i uns caps anomenats Leonori (Leonnorius) i Lutari (Lutarius), van marxar amb els seus cap a Tràcia i van arribar a Bizanci.

### Invasió gal·la de Tessàlia
Brennus per la seva banda va passar a Tessàlia, i els grecs li van presentar batalla a les Termòpiles. Els grecs van destruir els ponts del riu Esperqueu per dificultar l'avanç gal i forçar-los a passar per on els grecs volien però Brennus no va caure al parany i va passar per un altre punt després d'una marxa de nit però a les Termòpiles va ser rebutjat. Brennus va voler atacar llavors Etòlia, i part de les seves forces sota comandament de Combustis i Orestioros van marxar cap allí i van devastar el país, però finalment van ser vençuts amb fortes pèrdues i només la meitat van tornar al campament gal a prop de les Termòpiles. Amb l'ajut dels enians i heracleotans (ciutadans de ciutats gregues de la regió), va passar les tropes a través del mateix pas emprat pel rei persa Xerxes i va arribar finalment a Delfos. La derrota que va patir allí és llegendària però real, tot i que avui es creu que més aviat va ser deguda al mal temps, que va ajudar els grecs. Brennus es va retirar dificultosament i només una part va tornar fins Heraclea on Brennus es va suïcidar; els gals van ser gairebé exterminats i els supervivents es van retirar a l'Àsia Menor, Tràcia i fins i tot es diu que a Tolosa (els que van retornar allà s'haurien emportat amb ells l'or, argent i altre botí) però Estrabó no creu aquesta història. És més probable sembla que els gals es retiressin cap a la regió entre el Save i el Danubi (Gals Escordicis) i es barregessin amb els il·liris i tracis, però d'altres pensen que eren un altre grup d'emigrants de Tolosa els que allí es van establir abans de l'arribada de Brennus i potser una part es va unir a les forces d'aquest. Juli Cèsar esmenta als Volques Tectòsages a Germània, als boscos Hercinians. Polibi diu que els que es van escapar, dirigits per Comontorius, es van establir a l'Hel·lespont, a la zona de Bizanci, ciutat que els van pagar tribut fins que els tracis, també sotmesos pels gals, es van revoltar i van destruir-los.
Leonnorius (Leonori) i Lutarius (Lutari) per la seva banda van sotmetre a tribut la regió de Propòntida i van ocupar Lisimàquia a traïció i es van apoderar del Quersonès Traci. Van demanar a l'almirall macedoni Antípatre que els donés naus per creuar la mar, però, mentre esperaven, Leonorius (Leonori), amb la major part va establir-se a la zona de Bizanci on hi devia haver Comontorius. Lutari per la seva banda, amb dos vaixells i alguns bots que Antípater havia enviar per recollir una delegació gal·la per parlamentar, va aconseguir creuar l'estret amb tots els seus homes en uns quants dies.
Poc després Nicomedes I, rei de Bitínia, va portar als homes de Leonorius pel Bòsfor perquè l'ajudessin en la seva guerra contra el seu germà Ziboetes, revoltat. El cap gal va fer moltes promeses al rei de Bitínia perquè el que buscava era creuar (278 aC). L'exèrcit gal estava format per setanta caps, entre els quals Leonnorius i Lutarius que reunits a Àsia es van reconciliar. Nicomedes amb aquesta ajuda es va assegurar la victòria sobre son germà. Després de la guerra els gals es van dividir pel repartiment del botí. Com que no es fa constar que compressin dones es creu que els gals avançaven amb la seva família. Nicomedes els va donar terres el 275 o 274 aC, però només fins al riu Halis. Una altra versió diu que va ser Àtal I de Pèrgam el que els va portar a Àsia per ajudar-los en la seva lluita contra els aqueus (i les ciutats eòlies que se'ls havien unit); llavors, al campament del riu Macistus, es va produir un eclipsi i els gals no van voler combatre perquè ho interpretaven com un símbol de mala sort. Àtal els va permetre sortir i es van dirigir a l'Hel·lespont on van atacar Ilium on després els ciutadans d'Alexandria de l'Hel·lespont els van assetjar, fins que van ser expulsats de la Tròade o Troas. Els gals van ocupar llavors Arisba, prop d'Abidos (pocs quilòmetres al sud-est), on van establir el seu quarter general.

### Colonització gal·la de l'Àsia Menor

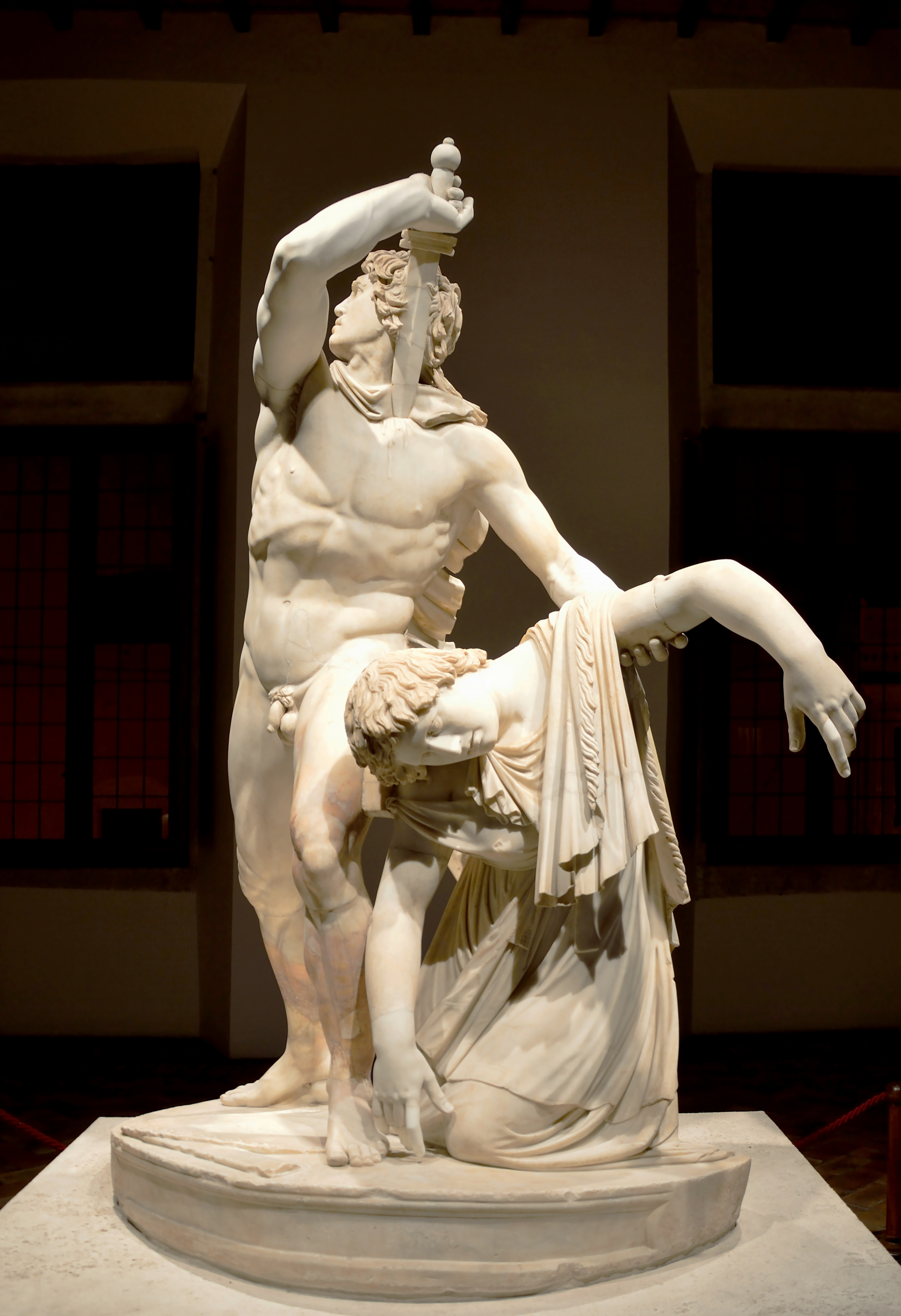
El Gàlata Ludovisi, un gàlata que mata la seva dona i se suïcida en ser derrotat per Àtal

Els gals van formar a l'Àsia Menor les divisions dels Tolistobogii o Tolistoboii, Trocmi o Trogmi, i Tectòsages o Tectosagi, cada grup amb el seu territori i cap (la tetrarquia): als trocmis els va correspondre la regió de l'Hel·lespont i Tròade i cap a l'any 274 o 273 aC uns territoris a l'est del Halis que pertanyien al rei del Pont; els Tolistobogis acampats a Jònia i Eolis (Eòlia) van rebre la part occidental amb les terres a l'est del riu Sangari, la regió muntanyosa avui anomenada de Köroğlu Dağları i l'àrea al sud d'aquestes muntanyes que s'acostava fins al Gran Llac Salat; els tectòsages tenien la regió central entre l'Halis i els tolistobogis que incloïa al nord la regió de Crateia (Gerede) o país de Gaizatorix, i les terres de la tribu lliure dels Mariandins fins a les muntanyes avui anomenades Abant Dağları, amb la conca del riu Bolu.
Titus Livi diu que el seu límit oriental era el riu Halis, tot i que sabem que van rebre territoris més enllà. Les tribus gal·les establertes permanentment cap a la fi del segle iii aC van dominar el territori entre el Sangari i l'Halis. Memnó d'Heraclea atribueix als Trocmi la ciutat d'Ancyra (avui Ankara) però deu ser un error, ja que aquesta ciutat pertanyia als Tectòsages; als Tectòsages la de Pessinus o als trocmis la de Tavium.
Els inquiets gals es van dedicar a fer corregudes per l'Àsia Menor (segon Titus Livi en nombre de vint mil, dels quals la meitat eren guerrers) sobretot per Frígia i Capadòcia. Una de les ciutats atacades va ser Milet. Finalment van caure derrotat pel selèucida Antíoc en l'anomenada «batalla dels elefants» l'any 268 aC i la frontera entre els gàlates i els selèucides va quedar definitivament establerta. En endavant els gàlates van ser considerats symmachoi (aliats) dels selèucides. Antíoc va rebre el nom d'Antíoc I Soter (Soter vol dir «el salvador», per aquesta victòria); un temps després Antíoc I Sòter va resultar mort en combat mentre combatia les restes dels gals hostils (261 aC). Des de llavors sembla que van intentar viure a les terres de Galàcia sota la direcció dels diversos tetrarques però amb un estrateg o dictador per temps de guerra.
Després del 244 aC van entrar al servei d'Antíoc Hierax, sobirà selèucida de l'Àsia Menor d'una branca secundària, i també de Seleuc II Cal·línic, germà de l'anterior i rei de Síria. Els gals o gàlates, van obtenir una victòria al servei d'Antíoc, però després s'hi van girar en contra i li van exigir pagament. L'any 217 aC hi havia gàlates a la batalla de Ràfia entre Antíoc el gran i Ptolemeu IV Filopàtor. El rei de Pèrgam Àtal I (241 aC-197 aC) els va derrotar en una batalla i va rebutjar pagar tribut, forçant-los a mantenir-se dins els límits de Galàcia. Els gals de l'Hel·lespont van mantenir-se a Arisba fins que el rei Prúsies I de Bitínia els va derrotar i delmar l'any 216 aC, exterminant no sols als guerrers sinó també a les dones i criatures de la ciutat.

### Guerres contra Roma
El 190 aC van combatre al bàndol d'Antíoc el gran contra Roma a la batalla de Magnèsia del Sipilos, i el cònsol Gneu Manli Vulsó, acompanyat d'Àtal (germà del rei de Pèrgam, Èumenes I, que era a Roma), va sortir d'Efes, va passar per Synnada, Beudos Vetus, Anabura i les fonts de l'Alander a Abassus (tot a Frígia) i va entrar a Galàcia (que Titus Livi esmenta com a Galogrècia) l'any 189 aC, per la comarca dels Tolistobogis. Llavors va creuar el Sangari i va arribar a Gordium. Els frigis del país van rebre els romans com alliberadors; els sacerdots de Pessinus van anunciar la victòria (Ciceró esmenta un tal Brogitarus com a Pontífex màxim de la Mare dels Déus a Pessinus); els romans volien la pedra divina de la regió, pedra anomenada la Mare dels Déus (Cíbele), i no se sap ben bé com els romans van aconseguir que els frigis els la lliuressin amigablement, probablement perquè els romans van assegurar el seu suport contra els gals, que eren intrusos entre els frigis.
Els gals tolistobogis es van fer forts a les muntanyes anomenades Olympus; els tectòsages es van refugiar a les muntanes Magaba; i els trocmi van deixar les dones i fills amb els tectòsages i es van reunir amb els tolistobogis per ajudar-los a resistir. La batalla es va produir amb força superioritat romana. Milers de gals van morir i d'altres milers van ser fets presoners.
Gneu Manli Vulsó va marxar llavors contra Ancira i a prop de la ciutat els gals van demanar negociacions. En aquest context es va produir la coneguda història de Quiomara, la dona del cap gal Ortiagó, que era presonera dels romans; com que no accedia als requeriments sexuals del centurió aquest després de violar-la, va acceptar l'oferta de compra de la dona pels gals i la va entregar a canvi de diners però quan els estava comptant els gals li van tallar el cap i van fugir amb la presonera, a la que el seu marit va dir que la seva fidelitat era gloriosa i la dona va respondre que l'únic gloriós que hi havia és que només hi podia haver viu a la terra un home que l'hagués posseït.
Les negociacions havien permès als gàlates posar les dones i fills en seguretat més enllà de l'Halis. Un intent de capturar per sorpresa a Manli va fracassar i el romà els va derrotar, però poc després va arribar el fred i les operacions van quedar aturades i Manli es va retirar a Efes on els caps gals van ser convocats pel bon temps. L'any següent, Manli que ara era procònsol, va rebre regals de molts reis de l'Àsia Menor en recompensa per haver-los lliurat dels gàlates. Els delegats gàlates es van presentar a Efes, però van ser conduïts a l'Hel·lespont on havia arribat el rei de Pèrgam Èumenes, i allí els va dictar les imposicions romanes: pau amb Èumenes, i viure confinats dins els seus límits establerts. Tot i els seus serveis a la república romana, Manli no va obtenir els llorers del triomf a Roma, ja que es va objectar que va actuar sense mandat del senat en la guerra contra els gals o gàlates, però la seva defensa dels fets li va proporcionar finalment aquest honor: 52 caps gals van desfilar amb Manli, així com carros plens d'armes, escuts i altres objectes capturats als gals.
Abans del 179 aC es van aliar al rei del Pont Farnaces I, però la derrota del rei va provocar que els gàlates haguessin de cedir a Bitínia la part nord-oest de Galàcia amb la fortalesa de Bitinium (després Claudiòpolis), mentre Paflagònia adquiria la regió de Crateia.
L'any 167 aC el rei Àtal II de Pèrgam, germà d'Èumenes I, va anar a Roma a queixar-se de saquejos fets pels gals. El comissionat romà Licini, que es va entrevistar amb el cap gal Solovetius a Sinanda, va desaconsellar la intervenció. Sembla que els romans ara protegien als gals del poder d'Èumenes que devien considerar excessiu. El 158 aC el Senat va confirmar la independència de Galàcia i encara els van afegir alguns territoris de Licaònia.

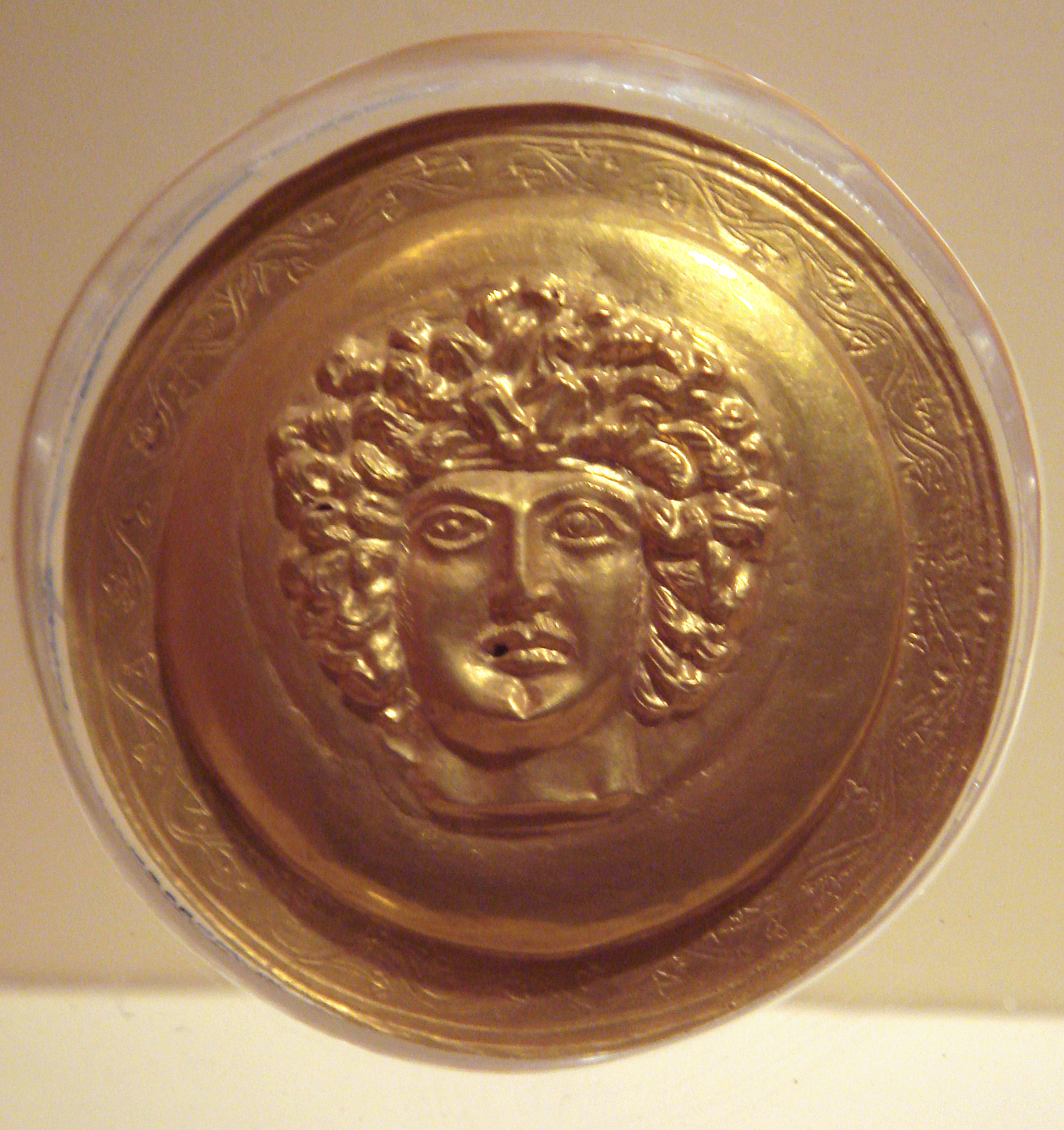
Cap de gàlata en una plàtera d'or tràcia

Durant les Guerres Mitridàtiques entre el regne del Pont i Roma els gals van servir en ambdós costats. L'exèrcit de Mitridates VI Eupator enviat a Grècia i desfet a Queronea (86 aC) tenia molts guerrers gals. Els caps gals van ser assassinats per Mitridates que temia que canviessin de bàndol, i no se'n van escapar els que li eren favorables. Només tres caps van sobreviure, i guarnicions del Pont es van establir al país que va rebre com a governador a Èumac, probablement un grec. Algun temps després va haver d'abandonar el país del que va treure tot el diner que va poder i els gàlates van passar llavors al bàndol roma representat per Gneu Pompeu, que els va recompensar confirmant i encara ampliant els seus dominis i el poder dels tetrarques. Un dels caps afavorit va ser Deiotarus I, que havia derrotat a Èumac. Mitridates també va comptar amb el suport de gals fidels i un d'ells, de nom Bitoetus, va ser qui va matar el rei quan aquest ja estava perdut i no volia caure viu en mans de l'enemic (63 aC). Pompeu va donar al cap gal Bogodiatarus la ciutat de Mithridatium, al Pont, al cap Deiotarus la comarca de Gadelonitis (amb moltes terres de pastura), Farnàcia i Trapezus fins a la Còlquida al Pont i també l'Armènia Sofene, amb el títol reial, segurament sense deixar de ser un dels tetrarques de Galàcia (era el tetrarca dels tolistobogis). El tetrarca Carsignatus, va ser aliat per un temps a Farnaces II del Pont, que més tard va envair Galàcia i Carsignatus juntament amb Gaezotoris va presentar batalla.

### El regnat de Deiotarus
Deiotarus va lluitar al costat de Pompeu a la batalla de Farsàlia l'any 48 aC. Acusat de conspirar contra la vida de Cèsar, la seva causa la va defensar davant d'ell Ciceró. Deiotarus (I) va conservar el tron i el va succeir el seu fill que va portar el seu mateix nom (Deiotarus II) i que va ser al costat d'Antoni a la batalla d'Àccium l'any 31 aC però juntament amb Amintes (rei de Pisídia el 39 aC i tetrarca de Galàcia amb part de Licaònia i Pamfília el 36 aC) havia fet aproximacions a Octavi (després Cèsar August), i aquest els va confirmar a ambdós les seves possessions; les d'Amintas comprenien Galàcia, Licaònia, Isàuria, el sud-est de Frígia, Pisídia i Cilícia, i les de Deiotarus la comarca de Gadelonitis, Farnàcia, Trapezus i l'Armènia Menor. A la mort d'Amintes l'any 25 aC, August va convertir Galàcia en província romana abraçant Licaònia, Isàuria, est i sud de Frígia, i Pamfília (segons Plini el Vell, Galàcia arribava fins al Cabàlia i el Milyes a Pamfília, i fins al Cyllanticus i el Orcandicus a la vora de Pisídia, i Claudi Ptolemeu encara la fe més gran: des del Pont Euxí a Bitínia fins al Taure i des l'Halis i l'Amisos fins a Pamfília). Pilaimenes, fill del darrer rei Amintas, no va ser autoritzat a ocupar el tron; altres nobles gàlates del mateix moment són esmentats en una inscripció: Castor, fill del tetrarca Brigatos; Albiorix, fill d'Ateporix; Amyntas, fill de Gaizatodiastes; Musanos, fill d'Articnos; i Aristocles, fill d'Albiorix.
Marc Antoni va donar a un noble gàlata, Zmertorix, fill de Filònides, la ciutat d'Eumènia a Frígia, on va encunyar moneda, cosa que vol dir que tenia certa autonomia. El seu fill Valerius Zmertorix era el principal magistrat de la ciutat en temps de Tiberi.
Llavors els gals es van anomenar sebastenis (per la ciutat de Sebaste) i la gent de Pessinus eren els sebastenis Tolistobogis, els d'Ancyra, sebastenis Tectòsages, i els de Tavium, sebastenis Trocmis. La capital provincial va ser Ancyra, i Termessus i Dagalassus eren ciutats lliures. Els romans hi van establir aviat la colònia de Germe; també hi podria haver allí la colònia de Claudiòpolis, en territori trocmi. El primer governador provincial va ser Marc Lol·li, primer com a legat imperial amb el títol de propretor. En temps d'August un gal anomenat Diteutus, era pontífex màxim a Comana.

## Els gàlates a la Bíblia
L'apòstol Pau de Tars va visitar en dues ocasions Galàcia i va establir algunes esglésies en diverses ciutats. Un cop va marxar la segona vegada, els va escriure una epístola; la epístola de Sant Pau als Gàlates. Tanmateix, aquesta epístola no estava adreçada als habitants d'aquesta ètnia en concret, sinó a tots els que habitaven la regió.